# HMS Swift (1907)
HMS Swift byla vůdčí loď torpédoborců britského královského námořnictva z období první světové války. Ve službě byl v letech 1910–1921. Nasazen byl za první světové války.

## Stavba

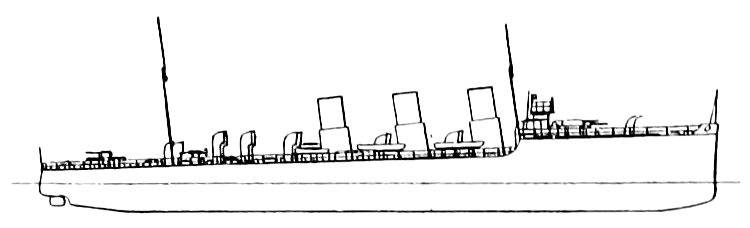
Nákres plavidla

Stavbu velkého a rychlého torpédoborce inicioval první námořní lord John Arbuthnot Fisher. Stavba probíhala v britské loděnici Cammell Laird v Birkenheadu. Stavba byla zahájena roku 1906 a na vodu byl torpédoborec spuštěn roku 1907. Následovalo dvouleté období zkoušek, během kterého se nepodařilo dosáhnout požadované rychlosti 35 uzlů. V roce 1910 byl Swift přijat do služby. Cena plavidla byla cca 280 000 £.

## Konstrukce

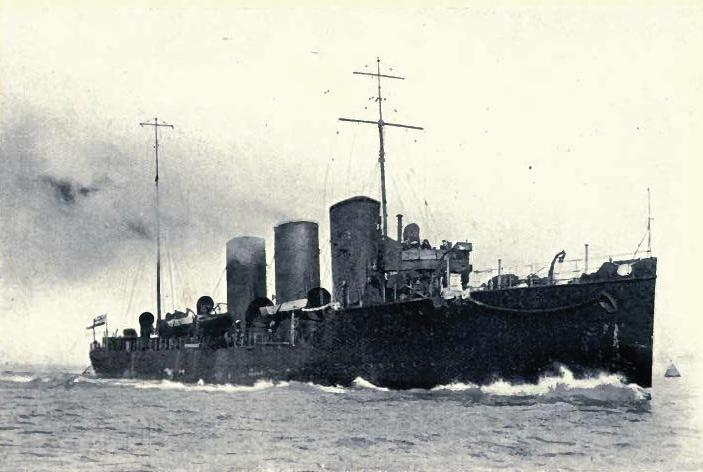
Swift

Výzbroj tvořily čtyři 102mm kanóny a dva jednohlavňové 450mm torpédomety. Pohonný systém tvořilo dvanáct kotlů Laird a čtyři turbíny Parsons o výkonu 30 000 hp, pohánějící čtyři lodní šrouby. Nejvyšší rychlost dosahovala 35 uzlů.

### Modifikace
V roce 1916 byly dva 102mm kanóny nahrazeny dvěma 152mm kanóny. O rok později loď nesla celkem čtyři 102mm kanóny a dva 450mm torpédomety.
Další zdroje souhlasí s instalací 152mm děla roku 1916, ale již popírají jeho odstranění roku 1917 a nahrazení jedním či dvěma 102mm děly.

## Služba

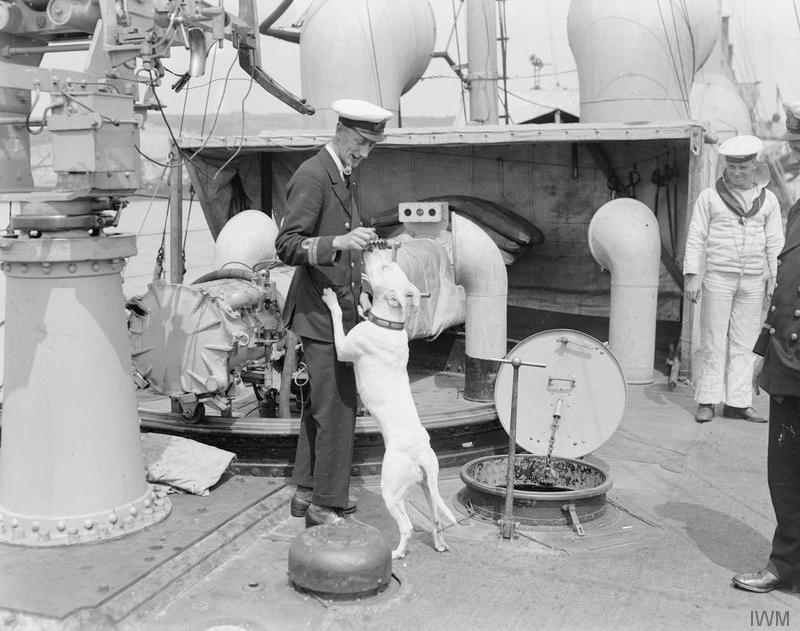
Poručík King Harman a pes William the Hun, maskot torpédoborce Swift

Swift byl ve službě v letech 1910–1921. Za první světové války operoval v Severním moři. Od srpna 1914 do listopadu 1915 byl přidělen k Velkému loďstvu. Od prosince 1915 se stal součástí Doverské hlídky jako vůdčí loď 6. flotily torpédoborců. V dubnu a květnu 1916 se podílel na kladení min u belgického pobřeží. V noci z  20. na 21. dubna 1917 byl Swift ve střetu s německými torpédoborci v bitvě v Doverské úžině. Ve spolupráci s torpédoborcem HMS Broke přitom potopily německé torpédoborce G.42 a G.85. Oprava torpédoborce Swift trvala tři měsíce. Dne 9. listopadu 1921 byl prodán do šrotu.